# Shay Astar
Shay Astar (29 september 1981, Santa Cruz (Californië)) is een Amerikaans actrice en zangeres.

## Carrière
Astar is naast actrice ook actief als zangeres, in mei 2010 bracht zij haar eerste EP uit met de titel Blue Music EP. In september bracht zij haar eerste LP uit met de titel Blue Music.

## Filmografie

### Films
Uitgezonderd korte films.
- 2013 All Cheerleaders Die - als ms. Wolf
- 2011 Bob's New Suit – als Stephanie
- 2010 Boston Girls – als Lynne
- 2007 I Know Who Killed Me – als Merribeth Hamblin
- 2006 The Bliss – als Marie
- 2006 The Lost – als Jennifer Fitch
- 2006 Hookers Inc. – als Apple Martinni
- 1999 Deal of a Lifetime – als Peggy Doozer
- 1996 Who Stole Santa? – als Andrea (stem)
- 1996 The Nome Prince of the Magic Belt – als Andrea (stem)
- 1996 Toto Lost in New York – als Andrea (stem)
- 1996 Virtual Oz – als Andrea (stem)
- 1993 Rio Shannon – als Bridget Cleary
- 1992 Samantha – als jonge Samantha
- 1991 Ernest Scared Stupid – als Elizabeth

### Televisieseries
Uitgezonderd eenmalige gastrollen.
- 2012 La La Land – als Shay – 3 afl.
- 1996-1999 3rd Rock from the Sun – als August – 25 afl.
- 1996 The Oz Kids – als Andrea (stem) - ? afl.
- 1994 The Good Life – als Melissa Bowman – 13 afl.
- 1991 China Beach – als jonge Karen – 3 afl.

- Bibliothèque nationale de France: cb16529076p (data)
- International Standard Name Identifier: 0000 0003 5604 1832
- Library of Congress Control Number: no2012147747
- MusicBrainz: f203c071-5112-4b81-bfa6-90caa23011a2
- Virtual International Authority File: 177917629
- WorldCat: E39PBJrwPBpKqFPVQv4MCFGJXd